# Prooksydanty
Prooksydanty – substancje chemiczne, które wywołują stres oksydacyjny, albo poprzez generowanie reaktywnych form tlenu, albo przez hamowanie systemów antyoksydacyjnych. Stres oksydacyjny wytwarzany przez te chemikalia może uszkadzać komórki i tkanki, na przykład przedawkowanie przeciwbólowego paracetamolu (acetaminofenu) może śmiertelnie uszkodzić wątrobę, częściowo poprzez wytwarzanie reaktywnych form tlenu.
Niektóre substancje mogą służyć jako przeciwutleniacze lub prooksydanty, w zależności od warunków. Niektóre z ważnych warunków obejmują stężenie substancji chemicznej oraz obecność tlenu lub metali przejściowych. Chociaż z punktu widzenia termodynamicznego jest to bardzo korzystne, redukcja tlenu cząsteczkowego lub nadtlenku odpowiednio do ponadtlenku lub rodnika hydroksylowego jest zabroniona. To znacznie zmniejsza tempo tych reakcji, umożliwiając w ten sposób istnienie życia tlenowego. W rezultacie, redukcja tlenu zazwyczaj obejmuje albo początkowe tworzenie tlenu singletowego, albo sprzęganie spin-orbita poprzez redukcję metalu przejściowego, takiego jak mangan, żelazo lub miedź. Ten zredukowany metal następnie przenosi pojedynczy elektron do tlenu cząsteczkowego lub nadtlenku.

## Podział
Jednym z kryteriów podziałowych prooksydantów jest podział na środki o właściwościach prooksydacyjnych. W tabeli poniżej przedstawiono różne klasy prooksydantów, mechanizmy generowania przez nie stresu oksydacyjnego i sposoby zapobiegania tym zjawiskom.
| Substancje prooksydacyjne | Mechanizm działania | Zapobieganie |
| --- | --- | --- |
| Zanieczyszczenia powietrza: ozon (O3), dwutlenek siarki (SO2), dym papierosowy, tlenki azotu (NOx), pył zawieszony (PM)                                                                              | Generują nadmierne ilości ponadtlenku, nadtlenku wodoru i rodnika hydroksylowego, co skutkuje zwiększonymi uszkodzeniami oksydacyjnymi DNA, Zwiększony poziom 8-izoprostan, 8-hydroksy-2′-deoksyguanozyna Działanie hamujące na enzymy związane ze stresem oksydacyjnym, Zapalenia | Katalazy, peroksydazy glutationowe, peroksyredoksyny Witaminy C, E, GSH, beta-karoten Ekstrakty z N-acetylocysteiny, deferoksaminy i zielonej herbaty                                            |
| Promieniowanie jonizujące i niejonizujące | Zwiększone tworzenie ponadtlenków (O2∙−) H2O2, tlenu singletowego, rodników nadtlenowych i rodników hydroksylowych (OH∙), Zwiększone uszkodzenia DNA i uszkodzenia błony lipidowej, Zmienione systemy obrony antyoksydacyjnej, Zubożenie endogennych antyoksydantów | Melatonina, witamina A, C, E, likopen, L-selenometionina, alfa-lipon, N-acetylocysteina, kurkumina, polifenole z zielonej herbaty, miłorząb dwuklapowy, L-karnityna, selen, luteina i piknogenol |
| Pestycydy: parakwat, insektycydy fosforoorganiczne, aldryna i dieldryna, DDT, polichlorowane dibenzo-para-dioksyny (dioksyny) i polichlorowane dibenzofurany (furany), polichlorowane bifenyle (PCB) | Stymulacja produkcji wolnych rodników, Zmiany w enzymach antyoksydacyjnych i systemie redoks glutationu, Zmniejszona obrona antyoksydacyjna, Podwyższony poziom dialdehydu malonowego, peroksydacja lipidów, Uszkodzenia DNA | Flawonoidy dietetyczne (galusan 3-epigallokatechiny (EGCG) i kwercetyna, Witaminy A, C, E, selen, likopen, melatonina, cynk                                                                      |
| Metale redox aktywne: żelazo, miedź, chrom, wanad i kobalt | Zredukowane formy redoks-aktywnych jonów metali uczestniczą w reakcji Fentona, w której z nadtlenku wodoru generowany jest rodnik hydroksylowy (HO•). Ponadto reakcja Habera-Weissa, która obejmuje utlenione formy jonów metali o aktywności redoks i anionu ponadtlenkowego, generuje zredukowaną formę jonu metalu, który można sprzęgać z chemią Fentona w celu wytworzenia rodnika hydroksylowego | Przeciwutleniacze chelatujące metale, takie jak transferyna, albumina i ceruloplazmina, zapobiegają wytwarzaniu rodników poprzez hamowanie reakcji Fentona katalizowanej przez miedź i żelazo    |
| Aktywność sportowa, nadmierne ćwiczenia | Zwiększone tworzenie ROS: nadmierne ilości ponadtlenku, nadtlenku wodoru i rodnika hydroksylowego | Zwiększa endogenne systemy obronne przed wolnymi rodnikami poprzez zwiększenie poziomu SOD, peroksydazy glutationowej i zredukowanego glutationu (GSH) w mięśniach                               |
| Leki: lek przeciwbólowy (paracetamol) lub przeciwnowotworowy (metotreksat) | Generacja ROS | Zwiększenie endogennych systemów antyoksydacyjnych i naprawiających uszkodzenia |
| Nadmierne psychofizyczne sytuacje stresowe | Zwiększony metabolizm katecholamin, co zwiększa stres oksydacyjny poprzez zwiększenie produkcji wolnych rodników. Stres emocjonalny może zmniejszyć skuteczność układu odpornościowego i skuteczność systemu antyoksydacyjnego oraz procesy naprawcze, zwiększone biomarkery stresu oksydacyjnego | Glutation, techniki relaksacyjne, takie jak joga |
| Dezynfekcja produktów wodą | Produkcja ROS (OH∙, H2O2 i singlet O2) | askorbinian, desferal, N-acetylocysteina Deferoksamina, zielona herbata, katechiny Melatonina, związki tioallilowe z czosnku, Trolox, glutation                                                  |
| Przeciwutleniacze: kwas askorbinowy, witamina E, polifenole | Działają jako prooksydanty w pewnych okolicznościach, na przykład w obecności metali przejściowych lub w nadmiernych ilościach | Zwiększona aktywność endogennych systemów antyoksydacyjnych i naprawczych |

## Witaminy prooksydacyjne
Witaminy, które są czynnikami redukującymi, mogą być prooksydantami. Witamina C ma działanie przeciwutleniające, gdy redukuje substancje utleniające, takie jak nadtlenek wodoru, jednak może również redukować jony metali, co prowadzi do generowania wolnych rodników poprzez reakcję Fentona.
2 Fe2+ + 2 H2O2 → 2 Fe3+ + 2 OH· + 2 OH−
2 Fe3+ + askorbinian → 2 Fe2+ + dehydroaskorbinian
Jon metalu w tej reakcji może zostać zredukowany, utleniony, a następnie ponownie zredukowany w procesie zwanym cyklem redoks, który może generować reaktywne formy tlenu. 
Względne znaczenie przeciwutleniających i prooksydacyjnych działań witamin przeciwutleniających jest obszarem aktualnych badań, ale na przykład witamina C wydaje się mieć głównie działanie przeciwutleniające w organizmie. Jednak mniej danych jest dostępnych dla innych przeciwutleniaczy dietetycznych, takich jak przeciwutleniacze polifenolowe, cynk, selen i witamina E.
Właściwości antyoksydacyjne selenu uwarunkowane są przede wszystkim jego rolą jako niezbędnego składnika centrum aktywnego peroksydazy glutationowej. Wskazuje się także na zdolność Se do regeneracji witaminy E w układach biologicznych. Wykazano bowiem, iż wzbogacanie mięsa mieszaniną witaminy E i Se w celu zahamowania procesów oksydacyjnych, a w konsekwencji stabilizacji barwy, jest bardziej efektywne niż samą witaminą E czy Se. Postuluje się, że Se i witamina E mogą odgrywać istotną rolę w zapobieganiu raka prostaty.
Najczęściej występującą formą witaminy E w przyrodzie jest α-tokoferol, który ma największą aktywność biologiczną. Jest on również jednym z głównych związków chroniących organizm przed stresem oksydacyjnym. Uczestniczy w pierwszej linii obrony przed RFT efektywnie wygaszając 1O2 w efekcie czego nie dochodzi do jego reakcji z resztami wielonienasyconych kwasów tłuszczowych fosfolipidów błon komórkowych oraz hamowana jest reakcja peroksydacji i generowania ich rodników. W drugiej linii obrony szybko reaguje z wolnymi rodnikami nadtlenkowymi lipidów i unieczynnia je, a równocześnie przerywa ich wytwarzanie oraz hamuje ciąg wolnorodnikowych reakcji łańcuchowych uszkadzających komórki. Podczas redukcji Fe3+ do Fe2+ i Cu2+ do Cu+ tokoferole stymulują powstawanie rodników *OH.
Witamina A (retinol) jako antyoksydant działa zarówno w I jak i II linii obrony przed RFT (podobnie jak witamina E). W procesach prewencyjnych efektywnie wygasza tlen singletowy a w reakcjach wolnorodnikowych na etapie terminacji neutralizuje wolne rodniki powstające podczas peroksydacji lipidów. Właściwości antyoksydacyjne witaminy A wynikają z obecności w cząsteczce sprzężonych układów wiązań C=C w łańcuchu bocznym. Retinol ma większą zdolność usuwania rodnika peroksylowego w porównaniu z witaminą E.

## Zastosowanie w medycynie i biotechnologii
Kilka ważnych środków przeciwnowotworowych wiąże się z DNA i generuje reaktywne formy tlenu. Należą do nich adriamycyna i inne antracykliny, bleomycyna i cisplatyna. Środki te mogą wykazywać specyficzną toksyczność wobec komórek rakowych ze względu na niski poziom obrony antyoksydacyjnej występującej w guzach. Ostatnie badania pokazują, że dysregulacja redoks wynikająca ze zmian metabolicznych i zależność od sygnalizacji mitogennej i przeżywalności przez reaktywne formy tlenu stanowi szczególną podatność komórek nowotworowych, na które mogą być selektywnie ukierunkowane prooksydacyjne, niegenotoksyczne chemioterapeutyki redoks.